# Saaz (film)
Saaz – bollywoodzki dramat rodzinny z 1997 roku. W rolach dwóch rywalizujących ze sobą w śpiewie sióstr – Shabana Azmi i Aruna Irani. Ponadto gra tu muzyk Zakir Hussain. Gilm wyreżyserowała Sai Paranjape.
Inspiracją dla filmu były losy dwóch najsławniejszych sióstr indyjskich śpiewających w playbacku do filmów bollywoodzkich – Laty Mangeshkar i Ashy Bhosle. Autorem tekstów piosenek jest Javed Akhtar, mąż Shabany Azmi grającej główną rolę.

## Opis fabuły
Małe miasteczko w stanie Maharasztra. Mansi i  Bansi Vrundavan to dwie siostrzyczki wychowane w miłości do siebie. Łączą je nie tylko wspólne zabawy, ale i miłość do śpiewu, którego uczy je ojciec. Starsza Mansi już podziwiana za swój dar śpiewu zazdrosna jest o młodszą. Podtrzymuje jej nieśmiałość, aby nie mieć w siostrze konkurencji w śpiewie. Kiedy po śmierci rodziców obie przyjeżdżają do Bombaju, starsza matkuje młodszej. Zarabia na nią śpiewem stając się coraz bardziej znana (Aruna Irani). Jednak, gdy Bansi (Shabana Azmi) chce się uniezależnić próbując swoich sił w śpiewie, Mansi aranżuje dla niej małżeństwo. Posłuszna jej we wszystkim Bansi nie protestuje. Potem ukrywa przed siostrą, jak bardzo nieszczęśliwa czuje się z gwałtownym, bijącym ją pijakiem i obibokiem. Od rozwodu powstrzymuje ją jednak oczekiwanie na narodziny dziecka.
Gdy wreszcie sławna siostra pozwala jej wziąć udział we wspólnym nagraniu piosenki, Bansi czuje się przez nią upokorzona. Zabiegi Mansi, aby utrzymać śpiew siostry w cieniu, wywołują gniew Bansi. Decyduje przebić się ze śpiewem na własną rękę. Pomaga jej w tym były kochanek siostry.  Połączone miłością do córeczki Bansi Kuhu, siostry coraz bardziej dzieli rosnąca sława Bansi. Pewnego razu duch rywalizacji zwycięża. Rozstaja się w gniewie. Po 10 latach milczenia, z rodzinnej wioski przychodzi do obu propozycja wspólnego śpiewu dla uczczenia pamięci ich ojca. Na odmowę matki spragniona zgody córka Kuhu (Ayesha Dharker) reaguje groźbą strajku głodowego.

## Obsada
- Shabana Azmi – Bansidhar (Bansi) Vrundavan
- Aruna Irani – Mansi Vrundavan (Maan Didi)
- Zakir Hussain
- Ayesha Dharker – Kuhu Vrundavan, córka Bansi
- Parikshat Sahni – dr Ranjit Samant
- Raghuvir Yadav – Vrundavan

## Piosenki
- Aaj Hum Roshan Karenge
- Baadal Chandi Barsaye
- Badal Ghumad Badh Aaye
- Jai Veera
- Kya Tumne Hai
- Nindiya Hai Sapna Hai
- Phir Bhor Bhayee
- Raat Dhalne Lagi
- Rama Bhaj Rama Bhaj
- Sunne Wale Sun